# Valdôtain
Cet article concerne le dialecte du francoprovençal parlé en Vallée d'Aoste. Pour les habitants de la Vallée d'Aoste et le français parlé en Vallée d'Aoste respectivement, voir Valdôtains et français valdôtain.

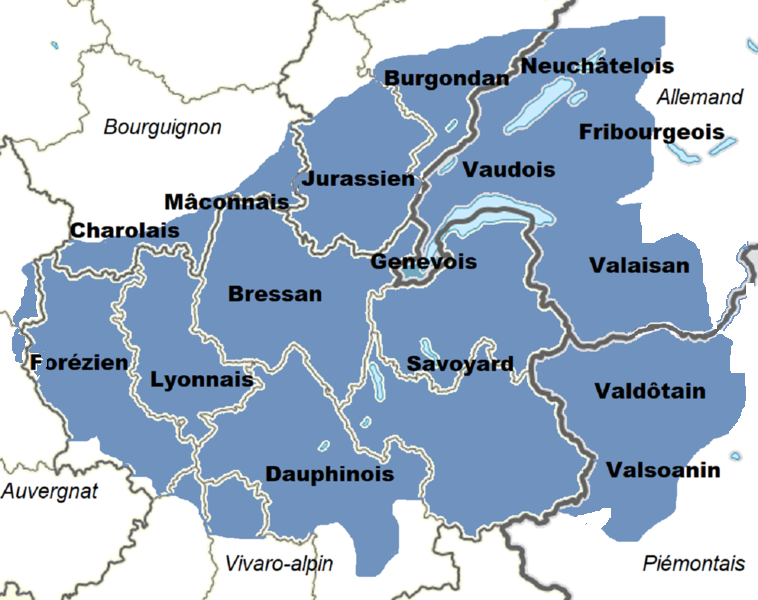
Carte des dialectes arpitans. Les parlers valdôtains font partie du domaine linguistique francoprovençal, également appelé arpitan.

Le valdôtain est une variété de la langue francoprovençale (arpitane), l'une des trois langues traditionnelles de l'espace gallo-roman, avec la langue d'oïl au nord et le provençal alpin (occitan) au sud. La Vallée d'Aoste se trouve à la limite sud-est du domaine francoprovençal, qui comprend toute la Suisse romande (sauf le canton du Jura), une partie du Jura français, la Bresse, le Bugey, le Dauphiné, le Lyonnais, le Forez, et la Savoie.

## Usage
Les Valdôtains appellent ce parler simplement patois, et c’est la langue de communication usuelle en Vallée d’Aoste, surtout dans des domaines d’activité caractéristiques de la réalité locale, tels que l’élevage, l’agriculture, ainsi que dans l’administration publique, où quand même le français occupe une position plus privilégiée.
La Vallée d'Aoste constitue à présent le seul îlot linguistique où la langue francoprovençale s'est conservée en tant que langue vivante.

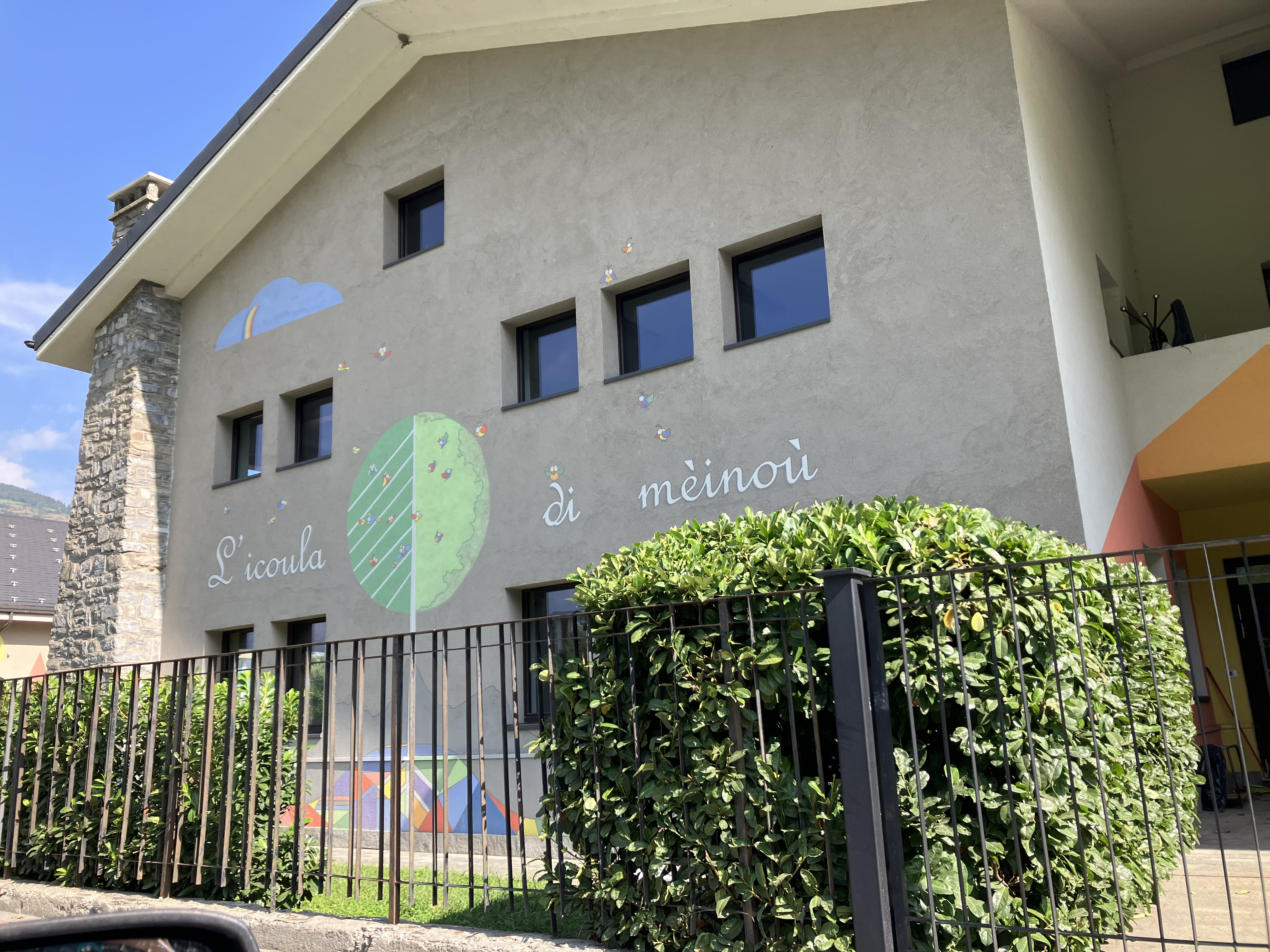
Inscription en patois valdôtain sur l'école primaire du Plan-Félinaz, à Charvensod : L'icoula di mèinoù signifie littéralement « l'école des enfants ».

## Description
Il n’existe pas un unique patois valdôtain, puisque chaque village a ses particularités, parfois même à l’intérieur d’une même commune on a du mal à trouver une variante homogène. Les patois valdôtains se divisent grosso modo en deux grands groupes, les patois de la haute vallée et ceux de la basse vallée d’Aoste, c’est-à-dire respectivement à l’ouest et à l’est du chef-lieu régional Aoste, où le patois (dénommé habituellement Patoué de la Veulla = Patois de la ville) présente des affinités avec le français standard, seule langue officielle de la région jusqu'au début du XXe siècle. Cette division, qui relève de la géographie, de la culture et de l’histoire valdôtaine, se reflète dans l’expression orale de ses habitants : la haute vallée, proche de la France, présente beaucoup d’affinités avec les patois savoyards, ainsi que le Valpelline et la Vallée du Grand-Saint-Bernard avec le Valais et la basse vallée avec le Piémont. On peut quand même affirmer que, malgré les différences parfois remarquables que l’on peut relever entre les patois valdôtains, les habitants de cette petite région–carrefour de l’Europe parviennent sans problème à se comprendre entre eux, en formant ainsi une unité d’un point de vue linguistique.
L’aire francoprovençale valdôtaine peut être divisée en deux groupes de variétés : les dialectes de la Haute Vallée, influencés par les patois savoyards, ainsi que le Valpelline et la Vallée du Grand-Saint-Bernard par les patois valaisans, et ceux de la Basse Vallée, plus conservateurs et influencés par le piémontais.

## Particularités
Tout au long de son histoire, le patois valdôtain a suivi un développement différent par rapport aux deux langues limitrophes, le français et l'italien, comme :
- pour définir les jours de la semaine, aussi bien le français que l'italien utilisent le modèle LUNÆ DIES, MARTIS DIES, etc., qui a donné Lundi, Mardi, ainsi que Lunedì, Martedì, tandis qu'en patois le modèle inverse, DIES LUNÆ, DIES MARTIS, s'est imposé : deleun, demars, demëcro, dedzou, devèndre, desandre, demèndze sont les jours de la semaine ;
- le mot Forié indique le printemps, du latin FORAS, c'est-à-dire dehors, ce qui indique sans doute la saison où l'on sort les vaches de l'étable ;
- le mot Tsalènde pour indiquer Noël, du latin KALENDÆ, qui était utilisé pour le premier jour de chaque mois, et par conséquent de l'année aussi. Au VIIIe siècle le début de l'année fut fixé à Noël, ce qui fit en sorte que le nom de ce jour commença à indiquer la fête aussi ;
- certains substantifs présentent un genre opposé aussi bien à l'italien qu'au français, comme pour « La sa » (Le sel) et « Lo nét » (La nuit).

### L'héritage celtique
Le valdôtain bénéficie également d'un héritage celtique, en raison de l'origine celtique des Salasses, le peuple qui habitait la Vallée d'Aoste avant la conquête des Romains. Quelques termes d'origine celtique (gaulois), telles que Blétsé (traire les vaches), Berrio (pierre), Modze (génisse), Bren (son de la farine), Verna (aulne), Breuill (plan lacustre alpin marécageux), Baou (étable) ont été conservées dans le francoprovençal valdôtain actuel.

### La «Langue d'O» et la «Langue d'A»
Parmi les parlers valdôtains on rencontre une différence de base : la langue d’O et la langue d’A, comme déjà le remarquait l’abbé Jean-Baptiste Cerlogne, auteur des premières études sur le patois valdôtain, c’est-à-dire la tendance à prononcer les mots avec des 'A' ou bien avec des 'O', comme tabla ou tobla (= table).
Un autre exemple est fourni par la traduction de oui : type ┌ u̯é, vu̯é ┐ en Haute Vallée, et type ┌ ói, ó̯ ┐ en Basse Vallée, avec maintes formes particulières telles que ['vwaj, u'εj, o'εj, 'aj].

### Le «h» aspiré
Dans la basse vallée on aperçoit la proximité avec les patois cisalpins (italiens) avec la comparaison d’un h aspiré correspondant à un s interne présent en ancien français mais disparu en français moderne (où ce processus est d’habitude signalé par un accent circonflexe) et dans les patois valdôtains de la haute vallée, comme pour tsahté (= château), qui devient tsaté en patois de la haute vallée, mais castello en italien.
Pour bien comprendre, deux autres exemples :
Râteau (français) > Raté (patois de la haute vallée) > Rahtél (patois de la basse vallée) > Rastel (piémontais) > Rastrello (italien) ;
Hôpital (français ; on conserve l's dans hospitalier) > Épétaille (patois de Courmayeur) > Épetaille (patois d'Aoste) > Ohpétai (patois de Montjovet) > Ospetai (patois d'Arnad) > Ospedale (italien)

### Lerenardau Val d'Aoste
La position géographique de la Vallée d'Aoste se reflète dans le lexique de ses patois. Ainsi, on aperçoit une variété qui dépend de la géographie, de l'usage, des influences extérieures et des traditions.
Un exemple nous est fourni par la traduction du mot Renard :
- dans la haute vallée, ┌ reiná ┐ , remontant au francique Reginhart ;
- dans la basse vallée, ┌ gorpö́ l, gorpö́ i̯ ┐ (< lat. vulg. VŬLPĪCŬLU ; cf. aussi ancien français voupil / goupil, remplacé seulement au XIIIe siècle par renard) ;
- dans les zones frontalières au Piémont, Voulp, semblable au latin et au piémontais (Volp) ou à l'italien (Volpe).

### Les variantes mélangées («Patoué mëscllia»)
Les patois ayassin et gabençois se différencient des autres patois valdôtains par le fait d’avoir été exposés dans le passé aux patois alémaniques valaisans.
Le patois cognein présente des affinités avec le francoprovençal piémontais, parce que les habitants du haut val de Cogne rejoignirent cet endroit à partir des vallées arpitanes du Piémont.

### Tableau de comparaison
| Français | La Thuile | La Salle | Rhêmes-Saint-Georges | Saint-Oyen | Sarre  | Valsavarenche | Oyace  | Cogne   | Quart  | Fénis  | Champorcher | Valtournenche | Ayas   | Émarèse | Arnad   | Gaby   |
| -------- | --------- | -------- | -------------------- | ---------- | ------ | ------------- | ------ | ------- | ------ | ------ | ----------- | ------------- | ------ | ------- | ------- | ------ |
| Râteau   | Rassi     | Râhé     | Rahi                 | Râti       | Rati   | Rahi          | Râti   | Raté    | Raté   | Râté   | Rati        | Râté          | Rahtél | Rahté   | Rahté   | Rahtél |
| Fleur    | Flôr      | Fleu     | Fleur                | Flôr       | Fleur  | Fleure        | Fleu   | Fieur   | Fleur  | Fleur  | Fior        | Flour         | Fiour  | Fiour   | Fiour   | Fiour  |
| Renard   | Rèinâr    | Rèinâ    | Rèinar               | Rèinâ      | Rèinâr | Rèinâr        | Rèinâr | Rèinèar | Rèinâr | Rèinar | Verpeuill   | Gorpeul       | Gorpéi | Gorpeui | Gorpeui | Voulp  |
| Oui      | Voué      | Vouè     | Vouè                 | Ouè        | Ouè    | Ouè           | Vouè   | Vouài   | Vouè   | Ouè    | Ouèi        | Ò             | Òi     | Òi      | Òi      | Òi     |

## Tableaux de comparaison

### Lexique
| Latin               | Valdôtain | Français   | Piémontais       | Catalan  | Occitan                               | Italien   |
| ------------------- | --------- | ---------- | ---------------- | -------- | ------------------------------------- | --------- |
| clavis              | cllou     | clef / clé | ciav             | clau     | clau                                  | chiave    |
| cantare             | tsanté    | chanter    | canté            | cantar   | cantar (nord occ. chantar)            | cantare   |
| capra               | tchiévra  | chèvre     | crava            | cabra    | cabra (nord occ. chabra, gasc. craba) | capra     |
| lingua              | lenva     | langue     | lenga            | llengua  | lenga                                 | lingua    |
| nox, noctis         | nét       | nuit       | neuit            | nit      | nuèch (nuèit, gasc. nueit)            | notte     |
| sapo, saponis       | savon     | savon      | savon            | sabó     | sabon (gasc. sablon)                  | sapone    |
| sudare              | sué       | suer       | sudé / strasué   | suar     | susar (suar, gasc. sudar)             | sudare    |
| vitae               | via       | vie        | vita             | vida     | vida (gasc. vita)                     | vita      |
| pacare              | payé      | payer      | paghé            | pagar    | pagar (nord Occ. paiar)               | pagare    |
| platea              | place     | place      | piassa           | plaça    | plaça                                 | piazza    |
| ecclesia            | éllésé    | église     | gesia / cesa     | església | glèisa                                | chiesa    |
| caseus (formaticus) | fromadzo  | fromage    | formagg / formaj | formatge | formatge (gasc. hromatge)             | formaggio |

### Orthographe et phonétique
| Lettre / digraphe                                                   | Trascription API | Exemple                                              |
| ------------------------------------------------------------------- | ---------------- | ---------------------------------------------------- |
| a, à                                                                | /a/              | rablo                                                |
| e, è                                                                | /ɛ/              | nèi, fèya, ortchè ,pertse, tendro                    |
| e                                                                   | /ə/              | devàn                                                |
| i, î, ÿ; ï-                                                         | /i/; /j/-        | bize, ioi                                            |
| o, ò                                                                | /ɔ/              | dobblo, dézò                                         |
| o, ó                                                                | /o/              | bora, passó                                          |
| u, ù, û, -ü-                                                        | /y/              | dussù                                                |
| é                                                                   | /e/              | épeun-a, berdzé                                      |
| eu, eû                                                              | /ø/              | meurdzée, beuro                                      |
| eu, eû                                                              | /œ/              | djeusto                                              |
| ou, oû; où-                                                         | /u/; /w/-        | couzo                                                |
| b                                                                   | /b/              | bosse                                                |
| c(+a), c(+o), c(+u), -c                                             | /k/-, -/k/       | can,cobbla, cubbo, coudre                            |
| c(+e), c(+i)                                                        | /s/-             | seutta                                               |
| ch                                                                  | /ʃ/              | chor, percho                                         |
| d; -d                                                               | /d/; muta        | dèi                                                  |
| dj                                                                  | /d͡ʒ/-            | djablo                                               |
| dz                                                                  | /dz/             | dzor, modze                                          |
| f                                                                   | /f/              | fan                                                  |
| g(+a), g(+o), g(+u); -g                                             | /g/-             | gan, gotta, Gustine, gou                             |
| g(+e), g(+i)                                                        | /ʒ/              | jouè                                                 |
| gu(+e), gu(+i)                                                      | /g/-             | guèi, guidda, gueubba                                |
| gü(+e), gü(+i); -guë                                                | /gw/-; /gy/      |                                                      |
| h                                                                   | /h/              | llahe, herquio, tsahagne                             |
| '                                                                   | /Ɂ/              | 'oulet, dé'uc                                        |
| j                                                                   | /ʒ/              | jouè                                                 |
| l                                                                   | /l/              | lévra                                                |
| -ill; ll-                                                           | /ʎ/              | pontèille, pastiille, lloi, gllase, cllasse, hllotse |
| m                                                                   | /m/              | melet                                                |
| n                                                                   |                  | nèi                                                  |
| am-; an-, -an; em-, en-                                             | /ɑ̃/              |                                                      |
| aen, aën                                                            | /ɑ̃/              |                                                      |
| aim-, -aim; ain-, -ain; eim-, -eim; ein-, -ein; im-, in-, în-, -in, | /ɛ̃/              |                                                      |
| om-, on-, -on                                                       | /ɔ̃/              |                                                      |
| oin, oën                                                            | /wɛ̃/             |                                                      |
| um-, -um; un-, -un                                                  | /œ̃/              |                                                      |
| ym-, ym-                                                            | /ɛ̃/              |                                                      |
| gn                                                                  | /ɲ/              | gnoué                                                |
| p; -p                                                               | /p/              | patta                                                |
| qu(+e), qu(+i), -q                                                  | /k/-             | basquinna, quéntal, queverta, baquet, queurta        |
| qü(+e), qü(+i); qu                                                  | /kw/-; /ku/      |                                                      |
| r; -r                                                               | /r/              | rotta                                                |
| s; -ss-                                                             | /s/              | san, seutta, poussa, masón, greusa                   |
| t                                                                   | /t/              | tor                                                  |
| tch                                                                 | /tʃ/             | tcheddo, patchoc                                     |
| ts                                                                  | /ts/             | tsamos, vatse                                        |
| v                                                                   | /v/              | vépa                                                 |
| x                                                                   | /ks/             | sexe                                                 |
| y                                                                   | /j/              | fèya                                                 |
| z; -z                                                               | /z/; muta        | bize, zén                                            |

### Un exemple de l'arpitan valdôtain:Agnus Dei
Tiré de la messe en arpitan célébrée lors de la 7e Fête internationale des patois, ayant eu lieu à Aoste du 4 au 5 septembre 2010.
| Latin | Français | Italien | Valdôtain |
| --- | --- | --- | --- |
| Agnus Dei, qui tollis peccata mundi, Miserere nobis. Agnus Dei, qui tollis peccata mundi, Dona nobis pacem. | Agneau de Dieu, qui enlèves les péchés du monde, Prends pitié de nous. Agneau de Dieu, qui enlèves les péchés du monde, Donne-nous la paix. | Agnello di Dio, che togli i peccati del mondo, Abbi pietà di noi. Agnello di Dio, che togli i peccati del mondo, Dona a noi la pace. | Agnë de Dzeu, que te toute le pètsà di mondo, Prèn pédia de no. Agnë de Dzeu, que te toute le pètsà di mondo, Bailla-no la péce. |

## Leschansonniers
Un rôle de premier plan dans la défense et illustration du patois valdôtain a été joué par les recueils de chants traditionnels, parus notamment au XXe siècle.
Le premier recueil de chansons traditionnelles en patois valdôtain et en français, intitulé Chansonnier valdôtain, fut réalisé en 1912 à l'initiative de la Ligue valdôtaine pour la protection de la langue française. Il recueillit l'héritage des cahiers à chansons manuscrits et fut le modèle de toutes les publications successives. Pour cette raison, sa parution représente une étape très importante dans la tradition du chant populaire en Vallée d'Aoste.

Le Chansonnier de 1912 contient 27 chansons pour la plupart valdôtaines, mais aussi d'origine française, notamment une poésie de Chateaubriand mise en musique (Le montagnard émigré). Tous les textes sont en français, à l'exception d'une composition en patois de l'abbé Cerlogne sur l'air de la Marseillaise.
En 1932, l'abbé Trèves publia un nouveau recueil intitulé Valdôtains, chantons !, repris et complété par Aimé Berthet en 1948. Il en sortit le Nouveau chansonnier valdôtain contenant 70 mélodies en patois et en français.
Depuis lors, de nombreuses publications de même nature ont vu le jour, contenant aussi bien des chants traditionnels que des mélodies de nouvelle composition.
En 1951 naquirent des concours régionaux de chants ou Festivals de chants choral, connus aussi localement surtout sous la dénomination de Floralies vocales. Aujourd'hui encore, l'Assemblée régionale de chant choral s'organise chaque année dans le but de valoriser la tradition et le patrimoine du chant et de la culture musicale populaires.

## L'argot
Dans certaines communes la vitalité du patois a même créé des sous-codes linguistiques, des jargons qui avaient la fonction de ne pas se faire comprendre par les autres. Il s'agit essentiellement d'argots de métier, liés à des groupes sociaux pratiquant la migration saisonnière ou qui, comme les colporteurs, entraient fréquemment en relation avec d'autres populations.

### L'argot des ramoneurs duval de Rhêmes
| Argot             | Patois rhêmein | Français     |
| ----------------- | -------------- | ------------ |
| Grîllio / Grîllie | Pée / Mée      | Père / Mère  |
| Broûdo / Broûda   | Frére / Séròi  | Frère / Sœur |
| Meurqué           | Meudjé         | Manger       |
| Piotché           | Drumui         | Dormir       |
| Côpa              | Mèison         | Maison       |
| Nîcho             | Couiti         | Couteau      |
| Dzou              | Pan            | Pain         |
| Couèitse          | Couèitse       | Patron       |
| Tchââo            | Veuladzo       | Village      |
| Roûda             | Traaille       | Travail      |
| Gâillo            | Gâillo         | Apprenti     |
| Vouéca            | Vouéca         | Cheminée     |
| Neucco            | Bôsè           | Portefeuille |
| Dandolle          | Sèiseusse      | Saucisses    |
| Metolle           | Secotse        | Poches       |

### L'argot des scieurs en long et des sabotiers d'Ayas
| Argot              | Patois ayassin | Français     |
| ------------------ | -------------- | ------------ |
| Cherro / Cherra    | Pare / Mare    | Père / Mère  |
| Broûédo / Broûéda  | Frare / Sèroù  | Frère / Sœur |
| Péhquia            | Tchèr          | Viande       |
| Gouassa            | Éva            | Eau          |
| Ortole / Tselle    | Tsôque         | Sabots       |
| Chérehc / Gueutcho | Beur / Bel     | Laid / Joli  |
| Rôbio              | Foûec          | Feu          |
| Messer             | Coutèl         | Couteau      |
| Biéhc              | Paìs           | Pays         |
| Nifie / Breuf      | Rèn            | Rien         |
| Tchavo             | Mîète          | Maison       |
| Grep               | Résse          | Scie         |

## Les instituts d’étude
Le principal institut d’étude du francoprovençal valdôtain est le Bureau régional pour l’ethnologie et la linguistique (abrégé en BREL), créé en 1985 à Aoste, dont le but est la sauvegarde du patois valdôtain à travers le recueil et le classement de données à partir d’enquêtes  et  de recherche sur le territoire. L'activité du BREL a permis la création d'une archive en collaboration avec la Médiathèque du Valais - Mediathek Wallis, d'une mise au point de la graphie à adopter pour écrire le francoprovençal valdôtain, et d'un manuel pour l'apprentissage (par les soins de Xavier Favre). Sur cette base, le BREL organise depuis une dizaine d’années des cours réguliers de patois, auxquels s’ajoutent parfois en été des séjours en montagne comme bains de langue. Les enseignants de l'École populaire de patois tiennent  des cours aussi à Neuchâtel, en Suisse, qui fait également partie de l’espace francoprovençal.
Un autre institut régional est le Centre d'études francoprovençales (CEFP) de Saint-Nicolas qui travaille en prise directe avec le BREL, ainsi qu’avec d’autres instituts de recherche et d’étude linguistique de l’aire francoprovençal.
Les études menées par le BREL au cours des dernières décennies ont permis la création du « Gnalèi » (v. lien externe au fond de l'article), mot signifiant en patois « nid », mais indiquant également le pain que l'on cuisait autrefois avant la Noël pour toute l'année. Il s'agit d'un site internet entièrement trilingue (français-patois-italien), accueillant toutes les données recueillies, et présentant en particulier un glossaire trilingue avec support audio pour la prononciation.

## La situation actuelle
Au début du XXIe siècle le patois est une langue bien vivante seulement en Vallée d’Aoste, les politiques d’anéantissement mises sur pied par les gouvernements français et suisse ayant atteint leur but dans les autres régions d’expression francoprovençale. Toutefois, au Val d’Aoste la situation a été compromise par la pression anti-francophone mise en place par le régime fasciste et par les flux migratoires en entrée de l’Italie et en sortie du Val d’Aoste (surtout vers la France) tout au long du XXe siècle. Même si l’italien a désormais pris le dessus à Aoste dans la vie quotidienne, la connaissance du patois demeure un élément très important dans le processus d'intégration dans la société locale, et devient essentiel dans les communes valdôtaines en dehors de la capitale. Le français valdôtain joue quand même un rôle assez important surtout sur les plans culturel et politique.
On a observé des tentatives et des initiatives entreprises de la part de plusieurs groupes de locuteurs alloglottes pour apprendre le francoprovençal. On estime qu’il s’agirait de « plusieurs centaines d’individus, peut-être quelques milliers » ayant comme langue maternelle, entre autres, une langue scandinave, l’anglais, le marocain ou l’albanais. Dans le contexte de cette tendance, on parle de « nouveaux patoisants ».
Les activités culturelles en patois sont nombreuses, et concernent surtout la poésie, avec des auteurs tels que Marco Gal, et surtout le théâtre, avec les manifestations théâtrales du Charaban et du Printemps théâtral : au premier événement, mis en scène à Aoste, participe une seule compagnie, tandis que le second est itinérant et réunit toutes les compagnies valdôtaines, composées surtout par des jeunes.

### La musique

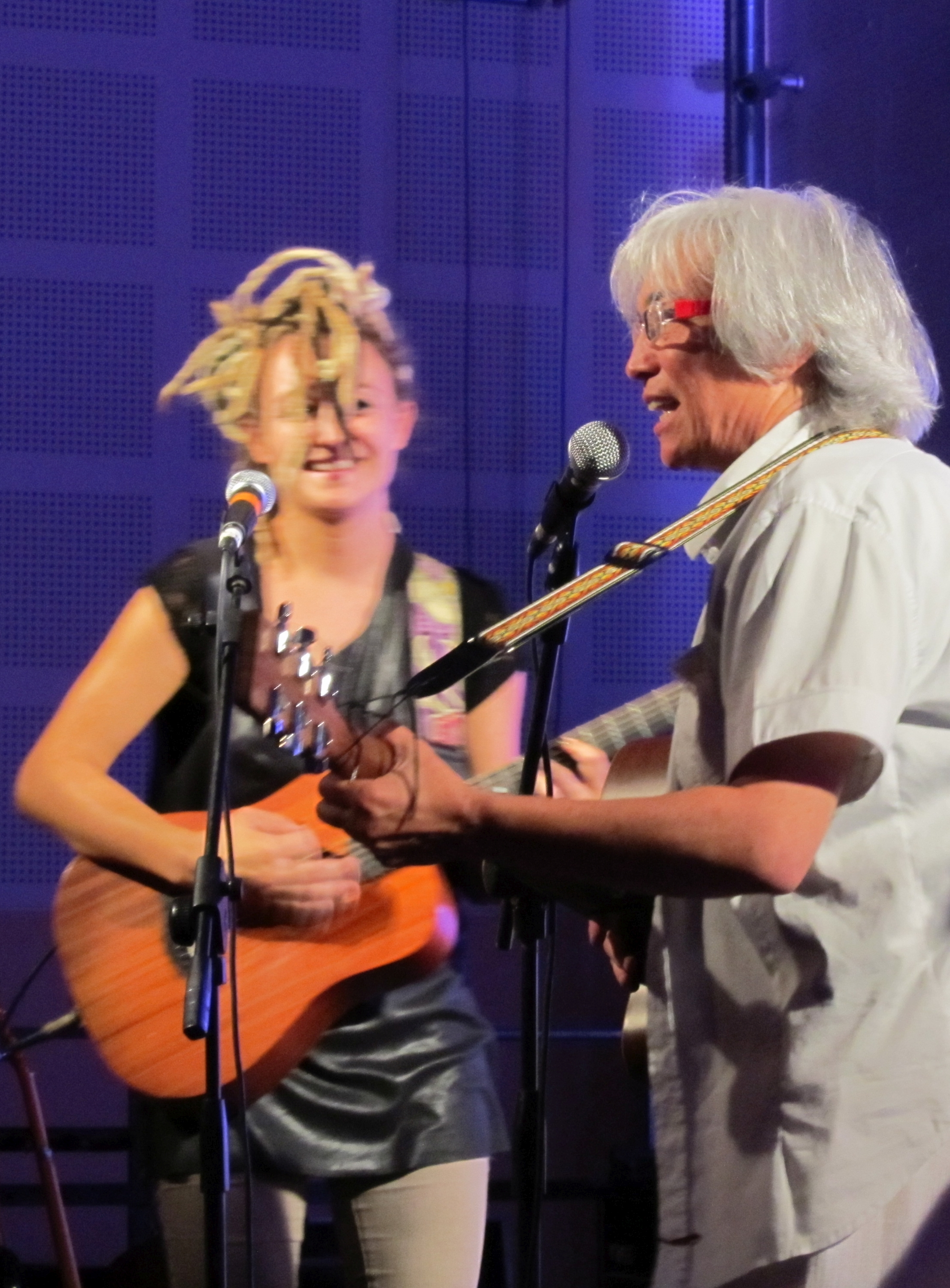
Maura Susanna et Naïf Hérin lors du concert Artistes valdôtains pour l'Émilie (juillet 2012).

La scène musicale valdôtaine est fortement caractérisée par la musique et les chants traditionnels.
Les chanteurs les plus connus sont : 

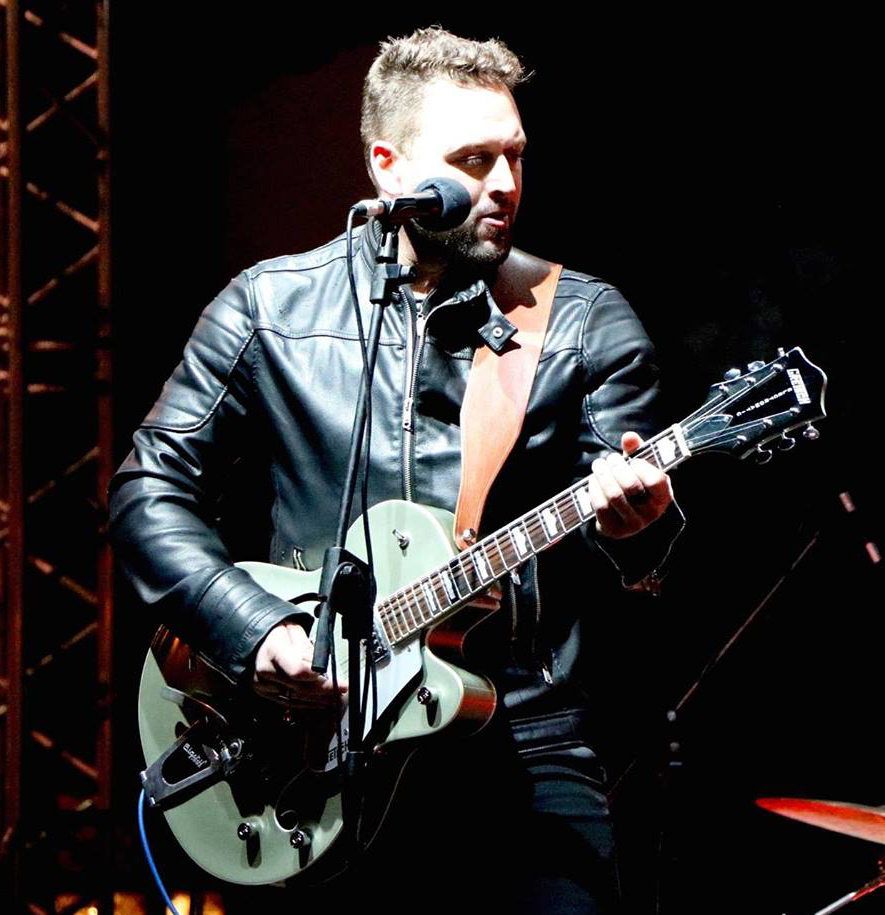
Philippe Milleret

- Luis de Jyaryot (frp), originaire d'Ayas, auteur-chanteur de chansons en francoprovençal ayassin ;
- Maura Susanna, (née à Aoste le 24 septembre 1956 mais originaire de Saint-Vincent), est auteur et interprète de chansons en patois, français et italien. Parmi les chanteurs valdôtains contemporains, elle n'appartient pas au domaine de la musique folk traditionnelle, mais chante de la musique de variétés. Outre sa voix remarquable,[non neutre] le fait de chanter ce type de répertoire en patois, ce qui n'avait jamais été fait auparavant, l'a rendue célèbre.
- la découverte des chants et des mélodies traditionnels de la Vallée d'Aoste font l'objet depuis 25 ans environ de l'activité du groupe Trouveur valdotèn, cette formation étant la plus connue au niveau régional pour ce genre musical, à côté de groupes tels que L'Orage ;
- Magui Bétemps, originaire de Valtournenche et décédée prématurément en 2005, a été qualifiée la plus importante chansonnière valdôtaine contemporaine. Son activité continue d'être célébré par des concerts et son héritage est bien vivant ;
- Enrico Thiébat, décédé prématurément en 1992, artiste de cabaret, chanteur et sculpteur, considéré comme l'héritier de Magui Bétemps ;
- Christian Sarteur, originaire d'Ayas, auteur-chanteur de chansons en francoprovençal ayassin et en français ;
- Naïf Hérin, originaire de Quart, chanteuse funk en français et en italien ;
- Philippe Milleret, chansonnier folk et blues en patois, originaire de Fénis.

### LeConcours Cerlogne
C'est un concours de patois organisé chaque année par le biais de l'administration régionale en collaboration avec le BREL et le CEFP. À partir de la première édition en 1963, chaque année environ 2 000 enfants d'écoles maternelles et primaires provenant de toute la Vallée d'Aoste, ainsi que de la Savoie, du Valais, des vallées francoprovençales piémontaises et des deux communes francoprovençales des Pouilles se réunissent dans une commune valdôtaine pendant trois jours vers la fin de mai pour exposer les résultats de recherches et d'apprentissage de leur patois : ils mettent  en scène des pièces, ils chantent des chansons, ils récitent des poèmes. Les parents aussi prennent part à cet événement.

### LaFête valdôtaine et internationale des patois
La fête valdôtaine et internationale des patois est un événement culturel majeur destiné à promouvoir la diffusion et la préservation des parlers francoprovençaux et représente un événement pour tous les patoisants ou amis du Patois des différentes communautés de l'aire francoprovençale (Suisse romande, Savoie, Dauphiné, Bresse, Beaujolais, Lyonnais, Forez, vallées arpitanes piémontaises et Vallée d'Aoste).
Le festival a lieu à tour de rôle, dans ces quatre domaines et, en Vallée d'Aoste, il est organisé par l'Assessorat à l'Éducation et à la Culture de la Région autonome de la Vallée d'Aoste, en collaboration avec le Centre d'études francoprovençales « René Willien » de Saint-Nicolas et la commune qui accueille la manifestation.
Voici la liste des localités qui ont accueilli les précédentes éditions en Vallée d'Aoste :
- 1978 - Saint-Nicolas ;
- 1982 - Châtillon ;
- 1986 - Étroubles ;
- 1990 - La Salle ;
- 1997 - Saint-Christophe ;
- 2002 - Brusson ;
- 2006 - Cogne ;
- 2010 - Aoste[11] ;
- 2014 - Courmayeur[11].

## Auteurs principaux

### Poètes
- Palmyre Arbaney-Falcoz (1900-1980), originaire de Doues
- Venance Bernin (1901-1980), originaire de Sarre
- Amédée Berthod (1905-1976), originaire d'Aoste
- Reine Bibois (1894-1976), originaire de Cogne
- Césarine Binel (1897-1956), originaire de Champdepraz
- Abbé Jean-Baptiste Cerlogne (1826-1910), originaire de Saint-Nicolas
- Chanoine Jean Domaine (1922-2007), originaire de La Salle
- Lucio Duc (1927-1977), originaire de Châtillon
- Jeanne Ducourtil-Bellot (1900-1983), originaire de Fénis
- André Ferré (1904-1954), originaire de Saint-Vincent
- Marco Gal (1940-), originaire de Gressan
- Hermine Gerbore (1885-1950), originaire de Saint-Nicolas
- Armandine Jérusel (1904-1991), originaire d'Aymavilles
- Quirino Joly (1930-1976), originaire d'Arnad
- Désiré Lucat (1853-1930), originaire de Châtillon
- Victor Martin (1893-1956), originaire de Rhêmes-Saint-Georges
- Eugénie Martinet (1896-1983), originaire d'Aoste
- Anaïs Ronc-Désaymonet (1890-1955), originaire d'Arpuilles (colline d'Aoste)
- Marius Thomasset (1876-1959), originaire de Villeneuve
- Raymond Vautherin (1935), originaire de La Thuile

### Prosateurs
- Reine Bibois (1894-1976), originaire de Cogne
- Abbé Jean-Baptiste Cerlogne (1826-1910), originaire de Saint-Nicolas
- Florent Corradin
- Louis Jaccod (1881-1934), originaire de Châtillon
- Jules-Ange Negri (1904-1995), originaire d'Aoste
- Évalde Obert (1912-1990), originaire d'Ayas
- Anaïs Ronc-Désaymonet (1890-1955), originaire d'Arpuilles (colline d'Aoste)
- Marius Thomasset (1876-1959), originaire de Villeneuve
- Raymond Vautherin (1935), originaire de La Thuile
- René Willien (1916-1979), originaire d'Aoste

### Dramaturges
- Amédée Berthod (1905-1976), originaire d'Aoste
- Corrado Gex (1932-1966), originaire d'Arvier
- Abbé Joseph-Marie Henry (1870-1947), originaire de Courmayeur
- Pierre Vietti (1924-1998), originaire d'Aoste
- René Willien (1916-1979), originaire d'Aoste
- Raymond Vautherin (1935), originaire de La Thuile

### Chansonniers
- Louis de Jyaryot, originaire d'Ayas
- Magui Bétemps, originaire de Valtournenche
- les Trouveur valdotèn, originaires d'Aymavilles

## Anthologie
- Extrait d'un poème d'André Ferré (Saint-Vincent, 1904-1954)

Cllier et seren lo ten apré la piôdze /
Clair et serein le temps après la pluie
Cé bé soleil que torne égueeyìno la Val /
Ce beau soleil qui retrourne égayer la vallée
I sorton le feumélle ch'achèté su la lôye, /
Les femmes sortent s'asseoir sous les arcardes,
In precassèn de queut tant bien que mal /
en bavardant de tout le monde, tant bien que mal
[...] 
- Extrait d'un poème de Palmyre Arbaney-Farcoz (Doues, 1900 - Aoste, 1980)

Esplojon de meuseucca. /
Explosion de musique.
Feusette de joèce. /
Fusée de joie.
Tsarriemèn de note que chorton /
Charriage de notes que sortent
Su lé, iou lé clliotse dzalaouse /
La haut, où les cloches jalouses
Le vardon a catson. /
Les gardent en cachette.
[...] 
- Extrait du poème La pastorala de Jean-Baptiste Cerlogne (Saint-Nicolas, 1826-1910), le chant de Noël le plus célèbre au Val d'Aoste

De nët euna leumiére /
Durant la nuit une lumière
I berdzè l’at paru; /
Aux bergers apparut
Un andze vin leur dëre: /
Un ange vint leur dire
Lo Sauveur l’est neissu. /
Le Sauveur est né.
Un pouro baou l’est son palatse, /
Une pauvre étable est son palais
Et sat pei de fen in traver /
Et sept brins de foin en travers
Compouson lo deur matelatse /
Composent le dur matelas
De ci gran Rei de l’univer; /
De ce grand Roi de l’univers
Et din la rigueur de l’iver /
Et dans la rigueur de l’hiver
De dò trei lindzo l’est queuver. /
De deux ou trois linges il est couvert.
- Extrait d'un poème de Césarine Binel (Champdepraz, 1897-1956), exemple de patois de la basse vallée

Y son vignà de bon matèn /
Ils sont venus de bon matin
à désèi lo for /
pour allumer le four
Adeline e Dzeusepèn /
Adeline et Josephin
son lé prumì dou tor /
sont les premiers
Pôrton lo bôch de biôla /
Ils apportent du bois de bouleau
é eun grou sac pesàn /
et un gros sac lourd
lo vouidon su la tôla /
le renversent sur la table
pé fare lo bon pan /
pour faire du bon pain
- Extrait d'un poème d'Anaïs Ronc-Désaymonet (Arpuilles, 1890 - Aoste, 1955), dite tanta Neïsse (= tante Anaïs)

Dz'é vu su 'na louye, quase presta à tsére ba, /
Je les ai vu sur un rebord, elle était prête à tomber
Dé géragnon coleur lilà. /
Des géraniums couleur lila
Dz'é vu su 'na viéille fenétra, flourì i soleil, /
Je les ai vu sur une vieille fenêtre, fleurir au soleil,
Dé géragnon blan comme la nèi. /
Des géraniums blancs comme la neige
Dz'é vu pendre, de la terrasse de 'na villà, /
Je les ai vu pendre, de la terrasse d'une villa
Dé géragnon coleur di fouà. /
Des géraniums couleur du feu
Fleur di pouro, fleur di reutso, géragnon /
Fleur des pauvres, fleur des riches, géraniums
Vo-éte la garniteura de totte le meison /
Vous êtes le décor de toutes les maisons
Vo no portade lo sourire di bon Djeu, /
Vous nous apportez le sourire du bon Dieu
Afeun de no rendre tcheu moén malereu /
Afin de nous rendre tous moins malheureux